# الکساندر هوروات
الکساندر هوروات (اسلواکی: Alexander Horváth; ۲۸ دسامبر ۱۹۳۸ – ۳۱ اوت ۲۰۲۲) بازیکن و مربی فوتبال اهل چکسلواکی بود.
از باشگاه‌هایی که در آن بازی کرده‌است می‌توان به باشگاه فوتبال ژیلینا و باشگاه فوتبال اسلوان براتیسلاوا اشاره کرد.
وی همچنین در تیم ملی فوتبال چکسلواکی بازی کرده‌است.